# Sam Houston
Samuel "Sam" Houston, född 2 mars 1793 i Rockbridge County i Virginia, död 26 juli 1863 i Huntsville i Texas, var en amerikansk militär och politiker verksam i Republiken Texas och Förenta Staterna. 

## Ungdom
Sam Houston föddes i Rockbridge County, Virginia, som ett av nio barn till Major Samuel Houston och Elizabeth Paxton Houston. Hans far var med i Morgan's Rifle Brigade under Amerikanska revolutionen.

## Gärningar
Sam Houston är en framstående person i Texas historia, bland annat som president i Republiken Texas (1836–1838 och 1841–1844), som senator (1846–1859) från Texas och som guvernör (1859–1861). Som guvernör motsatte han sig Texas utträde ur unionen 1861 och blev därför avsatt. Han är den ende som har varit folkvald guvernör i två amerikanska stater, Texas och Tennessee.

## Eftermäle
Texas största stad Houston är uppkallad efter honom, liksom Fort Sam Houston.